# Riosa
Riosa település Spanyolországban, Asztúria autonóm közösségben. Riosa Morcín, Mieres, Asturias, Lena és Quirós községekkel határos. Lakosainak száma 1712 fő (2024).

## Népesség
A település népessége az utóbbi években az alábbiak szerint változott:
| Lakosok száma | 2551 | 2411 | 2289 | 2200 | 2140 | 2098 | 1991 | 1858 | 1805 | 1712 |
|               | 2001 | 2004 | 2007 | 2009 | 2012 | 2014 | 2017 | 2019 | 2022 | 2024 |